# Deirdre O'Connell (1939)
Eleanore Deirdre O'Connell (New York, 16 juni 1939 - Dublin, 9 juni 2001) was een actrice, theaterdirecteur en zangeres. Zij was de stichter van het Focus Theater in Dublin.
Ze werd geboren in het district South Bronx in New York, als een van vijf kinderen in een Iers immigrantengezin. Ze volgde een theateropleiding aan de New York Dramatic Workshop van Erwin Piscator, en later in de Actors Studio, die gerund werd door Lee Strasberg.
Als jonge twintiger verhuisde ze naar Dublin, waar ze in het Pocket Theatre de Stanislavski Studio opzette. Daar trainde ze een kleine groep acteurs in het systeem van Stanislavski. In 1967 richtte ze het Focus Theatre op, waarvan ze manager, artistiek directeur en fondsenwerver werd. Ook speelde ze zelf rollen in veel van de producties.
Ze was een bekende folkzangeres en trad onder meer op het Newport Folk Festival op. In juni 1965 trouwde ze met de Ierse zanger Luke Kelly. Zij is een van de belangrijkste karakters in "Children of the Far Flung", geschreven door Geraldine O'Connell.
Deirdre O'Connell stierf op 61-jarige leeftijd in haar huis in Dublin aan kanker. Ze is begraven op begraafplaats Glasnevin.
- International Standard Name Identifier: 0000 0000 5480 9930
- Library of Congress Control Number: nr2005003640
- Virtual International Authority File: 7344437
- WorldCat: E39PBJvHhwVCvgRww4bgKH63Qq